# Турсунов, Али Юсуфжонович
Али Юсуфжонович Турсунов (род. 9 декабря 1994) — российский самбист и дзюдоист, бронзовый призёр первенства России среди молодёжи по самбо 2017 года, победитель (2021), серебряный (2019) и бронзовый (2017) призёр розыгрышей Кубка России по самбо, серебряный (2023) и бронзовый (2021) призёр чемпионатов России по самбо, бронзовый призёр чемпионата России по пляжному самбо 2022 года, победитель и призёр международных турниров по самбо, бронзовый призёр Кубка России по дзюдо 2022 года, чемпион Европы по самбо 2023 и 2025 годов, бронзовый призёр Кубка мира по самбо 2023 года, победитель соревнований по самбо Всемирных игр боевых искусств 2023 года, мастер спорта России международного класса по самбо (2018). Выступает в весовой категории до 71 кг.

## Национальные соревнования
- Кубок России по самбо 2017 — ;
- Кубок России по самбо 2019 — ;
- Кубок России по самбо 2021 — ;
- Чемпионат России по самбо 2021 — ;
- Чемпионат России по пляжному самбо 2022 — ;
- Кубок России по дзюдо 2022 — ;
- Чемпионат России по самбо 2023 — ;
- Чемпионат России по самбо 2024 — ;
- Чемпионат России по самбо 2025 — ;